# فینیکس ماری
فینیکس ماری (به انگلیسی: Phoenix Marie) (با نام اصلی: ملیسا ماری هاچیسون، Melissa Marie Hutchison زاده ۲۱ سپتامبر ۱۹۸۱) یک بازیگر پورنوگرافی آمریکایی است که در حال حاضر در  لس آنجلس آمریکا زندگی می‌کند.

## زندگی‌نامه

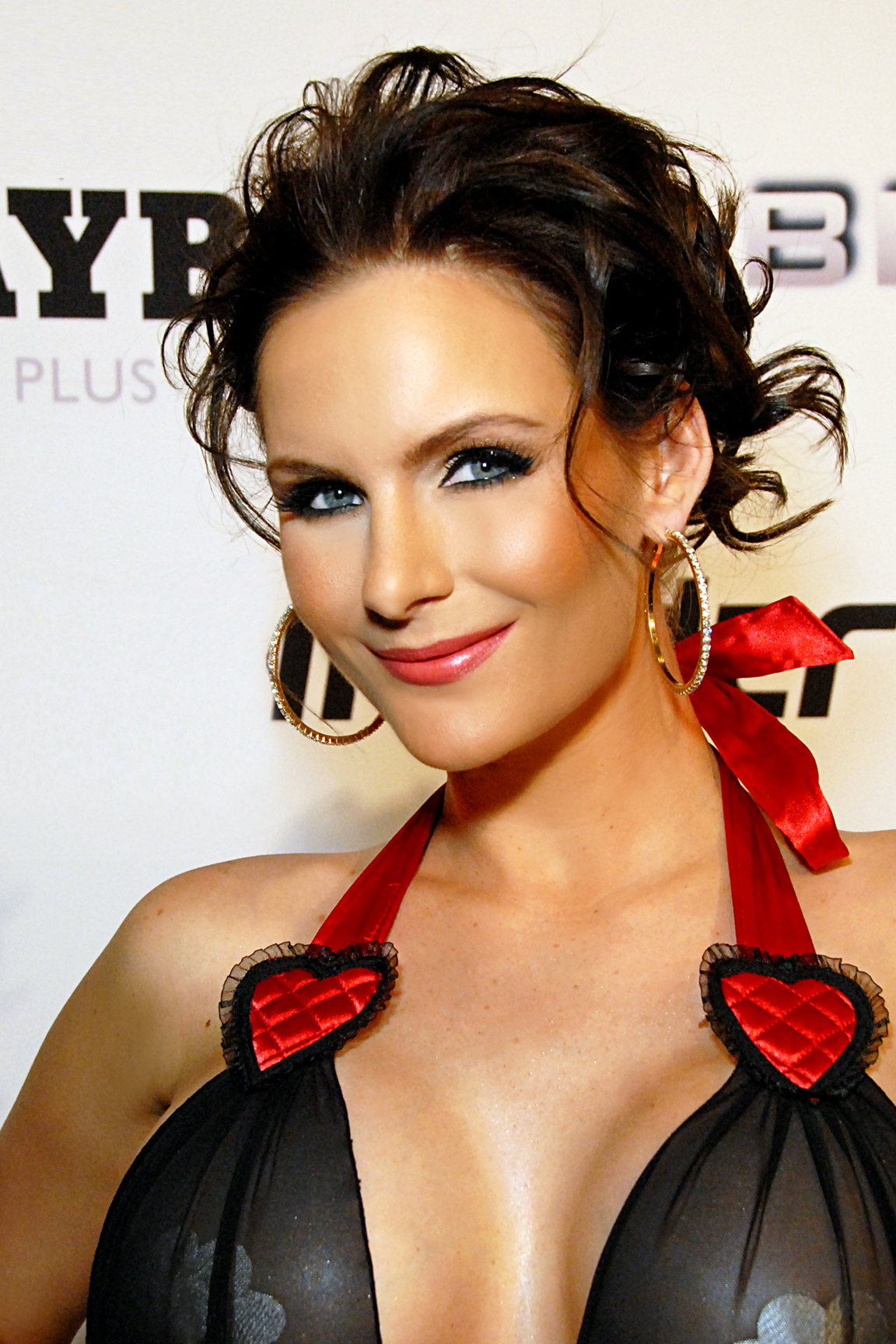
ماری در سال ۲۰۱۲

فینیکس ماری در سال ۲۰۰۶ و در سن بیست و پنج سالگی وارد حرفه‌ی پورنوگرافی شد. ماری قبل از بازیگری پورن در یک نمایندگی فروش هارلی-دیویدسن در لاس وگاس کار می‌کرد.
ماری در نوامبر ۲۰۱۰ بهترین سوگولی پنت هاوس شد.
اگرچه ماری در سال ۲۰۱۸ اعلام بازنشستگی کرد ولی در اکتبر سال ۲۰۱۹ با یک قرارداد انحصاری با شرکت برزرز بازگشت خود را به صنعت پورنوگرافی اعلام کرد.
فینیکس ماری تا سال ۲۰۱۹ در ۱۱۸۷ فیلم پورن بازی‌کرده است.